# Emoia physicae
Emoia physicae — вид сцинкоподібних ящірок родини сцинкових (Scincidae). Ендемік Папуа Нової Гвінеї.

## Підвиди
Виділяють два підвиди:
- Emoia physicae purari Brown, 1991 — басейн річки Пурарі в провінціях Галф і Сімбу;
- Emoia physicae physicae (Duméril & Bibron, 1839) — від гір Фіністерре і Сарувагед[en] та від гори Шунгол[en] до гір Овен-Стенлі на півострові Папуа.

## Поширення і екологія
Emoia physicae мешкають на південному сході Нової Гвінеї. Вони живуть на порушених ділянках вологих тропічних лісів, у вторинних зіростях, на кавових плантаціях та в садах. Зустрічаються на висоті до 2200 м над рівнем моря. Ведуть переважно наземний спосіб життя. Живляться комахами.